# Bacn
Bacn (udtales bacon) er en parallel til betegnelsen spam og defineres som "elektronisk post, man gerne vil modtage – bare ikke lige nu". Begrebet blev opfundet 18.-19. august 2007 på it-konferencen PodCamp Pittsburgh 2, da man havde behov for en dækkende beskrivelse af elektronisk post, der er bedre end spam, men dårligere end personlig post. Eksempler på bacn er fx nyhedsbreve, man på et eller andet tidspunkt har accepteret at modtage, men som man normalt ikke læser.